# ركود صفراوي
الرُكود الصَفراوي (بالإنجليزية:  cholestasis)‏ هو خلل بِإنتاج سائل المَرارة أَو إِفرازه من الكَبد (chole = مَرارة، و stasis = رُكود).
يَتم إنتاج سائِل المَرارة داخل خَلايا الكَبد (بالإنجليزية:  hepatocytes)‏ وَيتم إفرازها عبر جدران خَلايا الكَبد بواسطة انزيمات وَبروتينات مُتعددة، إلى قَنوات المَرارة داخل الكَبد، وَمن هُناك إلى قَنوات المَرارة خارج الكَبد، وإلى كيس المرارة والاثنا عشر. ويمكن لأي خلل في أي من هذه المراحل، أن يسبب ارتفاع مستويات البيليروبين المباشر/ المذاب (Conjugated bilirubin) داخل خلايا الكبد (الركود الصفرواي) وفي الدم، وكذلك لارتفاع مستويات المواد الناتجة عن التحليل، كأملاح المرارة والكوليسترول وغيرها. مادة البيليروبين التي تتراكم في الكبد هي مادة سامة، كما انها تسبب النخر في خلايا الكبد.

## الركود الصفراوي الاولي لدى الرضيع
هو ارتفاع متواصل بمستويات البيليروبين المباشر / المذاب، بعد جيل 14 يوما.
العلامات والأعراض: اصفرار (يرقان) في الجلد وملتحمة العينين، حكة بالجلد، دلائل ترسب املاح المرارة، براز أبيض – عديم الاصفرار (بالإنجليزية: acholic stool)‏ - (بدون لون سائل المرارة)، بول غامق اللون، خلل في النمو، نزيف في الجلد، امتصاص منخفض للمواد الغذائية والفيتامينات A, D, E و K.

### التشخيص

#### الفحص الجسدي
قد يصاب الكبد والطحال بالتضخم، وتظهر وذمات في الاطراف وتراكما للسوائل في تجويف الصفاق (الحبن /الاستسقاء)، نتيجة انخفاض إنتاج الزلال (البومين) في الكبد المصاب، وكذلك نتيجة ارتفاع ضغط الدم في وريد باب الكبد (بالإنجليزية: portal vein)‏. تتطابق هذه العلامات المرضية في عدد من المتلازمات، ولذلك يصعب إجراء التشخيص بدقة.

#### فحوصات المختبر
معادلة خلايا الدم – من الممكن حدوث ارتفاع في عدد خلايا الدم البيضاء دليلا على وجود التلوث.

#### فحص وظائف الكبد
زيادة البيليروبين، أكثر من 2 مليجرام / ديسيليتر ومستوى البيليروبين المذاب أكثر من 20% من اجمالي البيليروبين في الدم. ارتفاع انزيمات الكبد ناقلات الالانين (بالإنجليزية: Alanine transaminase – ALT)‏ وناقلات الاسبارتات (بالإنجليزية:  Aspartate transaminase – AST)‏، دلائل على تدمر خلايا الكبد، ارتفاع مستويات الانزيمات التي تشير لركود المرارة: ناقلات ببتيد الغاما غلوتيميل (بالإنجليزية: Gamma glutamyl transpeptidase - GGT)‏ والفوستافاز القاعدي (بالإنجليزية:  Alkaline Phosphatase)‏.

#### تخثر الدم
ازدياد زمن البروثرومبين وانخفاض مسببات تخثر الدم التي ينتجها الكبد. من الممكن كذلك ان يحصل ارتفاعا حادا بمستويات الكوليسترول والبقايا الايضية الأخرى، وفق مسبب المرض.

#### فحوصات بالتصوير
فحص بواسطة التصوير بموجات فائق الصوتي (اولتراساوند – Ultrasound)، بالمسح الكبدي الصفراوي.

#### عينة من الكبد
أخذ عينة من الكبد (اختزاع) (بالإنجليزية: Biopsy)‏: يتم أخذ العينة لتشخيص نوع الركود. وفق النتائج التي يتم الحصول عليها بعد الفحص المجهري، بالإمكان تقسيم المرض إلى ثلاث مجموعات اساسية: انسدادي، غير انسدادي، قلة عدد قنوات المرارة.
ا. رتق القناة الصفراوية (Biliary atresia): هذه المتلازمة ليست وراثية، وتبلغ نسبة انتشارها حوالي 1:10000 إلى 1:15000 ولادة لاجنة احياء. عادة ما يتم أخذ الطفل إلى الطبيب بعمر الشهر الأول بسبب اصفرار لون البشرة المتواصل بعد الولادة وبسبب البراز الأبيض. يعتمد التشخيص على:
1. مسح لقنوات المرارة الذي يشير إلى عدم مرور سائل المرارة من الكبد إلى الإثنا عشر.
2. فحص الأمواج فوق الصوتية للتاكد أو استبعاد وجود توسع في قنوات المرارة أو حدوث توسع كيسة قناة المرارة المشتركة Choledochal) cyst).
3. أخذ خزعة من الكبد، من شأنها أن تشير في هذه الحالة إلى ازدياد قنوات المرارة وانسداد قنوات المرارة، دون وجود التهاب.

### العلاج
يتحتم إجراء عملية جراحية تعرف باسم «المفاغرة البابية المعوية على اسم كاسي» (Kasaiportoenterostomy) لتوصيل باب الكبد بالامعاء الدقيقة. من المحبذ التوجه للفحص والتشخيص قبل جيل الثمانية اسابيع، وهو أفضل جيل (بل السن المصيري) لضمان نجاح العملية وتاخير حصول التشمع. اما الاولاد الذين يصابون بالتشمع/ فستكون هنالك حاجة لزرع كبد لهم مستقبلا.

## الركود الصفراوي الوراثي داخل الكبد
الركود الصفراوي الوراثي داخل الكبد (FIC - Familial Intrahepatic Cholestasis): هنالك عدة متلازمات وراثية: FIC1 الكروموزوم 18، FIC2 الكروموزوم 2q24، و FIC3 وهو اضطراب بالجين MDR3، في كل هذه المتلازمات هناك اضطراب بافراز المرارة من الكبد إلى قنوات المرارة. كذلك، وهناك، أيضا، متلازمات تتمثل باضطراب إنتاج املاح المرارة داخل خلايا الكبد.
ب. الركود الصفراوي غير الانسدادي: ينجم عن ضرر يصيب قنوات المرارة داخل الكبد. والاسباب هي:
1. التهاب الكبد (بالإنجليزية: Hepatitis)‏ الخلقي الحاصل لاسباب غير معروفة.
2. التهاب الكبد العدوائي (بالإنجليزية: Infective hepatitis)‏ فيروس الهربس (بالإنجليزية: herpes)‏، الفيروس المضخم للخلايا، فيروس شلل الأطفال (بالإنجليزية: polio)‏، وفي بعض الاحيان فيروس التهاب الكبد «ب» (بالإنجليزية: Hepatitis B)‏.
تنتمي لهذه المجموعة من الامراض، الامراض الايضية أيضا، والتي تنتج عن نقص بالانزيمات في دائرة اليوريا، في عملية هضم البروتينات والسكريات. حيث ان ناتج هذه العمليات الايضية غير السليمة، عادة ما تكون سامة للكبد. مثلا: عدم القدرة على تحليل التيروزين (فرط تيروزين الدم - Tyrosinemia)، وجود الغلاكتوز في الدم (بالإنجليزية:  Galactosemia)‏، وجود الفروكتوز في الدم (بالإنجليزية:  Fructosemia)‏، وداء ويلسون (بالإنجليزية:  Wilson Disease)‏.
ج. الركود الصفراوي الناجم عن قلة قنوات الصفراوية داخل الكبدية {إنج| Intrahepatic bile duct paucity}: على سبيل المثال، متلازمة «الاجيل» (بالإنجليزية: Alagille syndrome)‏ التي تتسم بمبنى داخلي ثلاثي، عيوب خلقية في العمود الفقري، عيوب خلقية في القلب، في العيون، حكة شديدة، وفشل في الكبد، كذلك عيوب في موقع JAG1 في كروموزوم 20. التوقعات المستقبلية في هذا المجال ايجابية، وقلة فقط من المرضى قد يصلون إلى وضع الفشل الكبدي التام.

### العلاج
لا يتوفر العلاج الذي يمكنه اصلاح الضرر اللاحق بالكبد. يجب الاهتمام بالتغذية المناسبة من اجل التغلب على سوء التغذية من خلال أخذ احماض دهنية متوسطة، واضافات الفيتامينات A, D, E و K.
بالنسبة للحكة، بالإمكان علاجها بواسطة مستحضرات لازالة املاح المرارة من الجلد. مع العلم ان نجاعة هذا العلاج قليلة نوعا ما.
علاج ارتفاع ضغط الدم البابي، وضع رباط ضاغط على الدوالي وتقديم علاج وقائي. كذلك، يجب علاج كل ظواهر التليف، مثل الوقاية من الحبن (الاستسقاء). اما زرع الكبد، فهو علاج مخصص للاشخاص الذين وصل الفشل الكبدي لديهم إلى مراحل متقدمة، وهو علاج تصل نسبة النجاح فيه إلى 85%.

## الركود الصفراوي المكتسب
هذه الظاهرة تعتبر نادرة جدا بالمقارنة مع الركود الصفراوي الاولي. اعراضها: تشبه الاعراض المبينة اعلاه، ولكن من الممكن ان تكون، أيضا، الام في المنطقة اليمنى العليا من البطن.

### الأسباب
الامراض المتعلقة بالركود الصفراوي كجزء من امراض أخرى مثل التهاب الاقنية الصفراوية (المرارة) المتصلبة (بالإنجليزية:  Sclerosing cholangitis)‏ على خلفية التهاب في الامعاء.
انسداد قنوات المرارة بسبب الحصى المتراكمة فيها نتيجة تكسر الدم، فرط ارتفاع الكوليسترول في الدم (بالإنجليزية:  hypercholesterolemia)‏ أو في غالب الاحيان لسبب غير معروف.

### الأدوية المختلفة
الباراسيتامول (بالإنجليزية:  Paracetamol)‏، المضادات الحيوية المختلفة.

### الامراض المعدية
كالفيروس المضخم للخلايا (بالإنجليزية: CMV)‏ ، فيروس ابشتاين بار، وفيروسات التهاب الكبد ا، ب وج (بالإنجليزية: Hepatitis A, B, C)‏ وامراض أخرى.

### العلاج
الادوية المذيبة للمرارة، مثل: حمض الارسوديوز كوليك (بالإنجليزية:  Ursodeoxycholic acid)‏، معالجة الملوثات المختلفة، معالجة التسمم الناجم عن الادوية أو حتى العلاجات التنظيرية لاخراج الحصى عند الحاجة.